# Tecophilaeaceae
Tecophilaeaceae Leyb. è una famiglia di piante monocotiledoni dell'ordine Asparagales.

## Tassonomia
La famiglia comprende i seguenti generi:
- Conanthera Ruiz & Pav.
- Cyanastrum Oliv.
- Cyanella Royen ex L.
- Eremiolirion J.C.Manning & F.Forest
- Kabuyea Brummitt
- Odontostomum Torr.
- Tecophilaea Bertero ex Colla
- Walleria J.Kirk
- Zephyra D.Don